# Ambona (myślistwo)

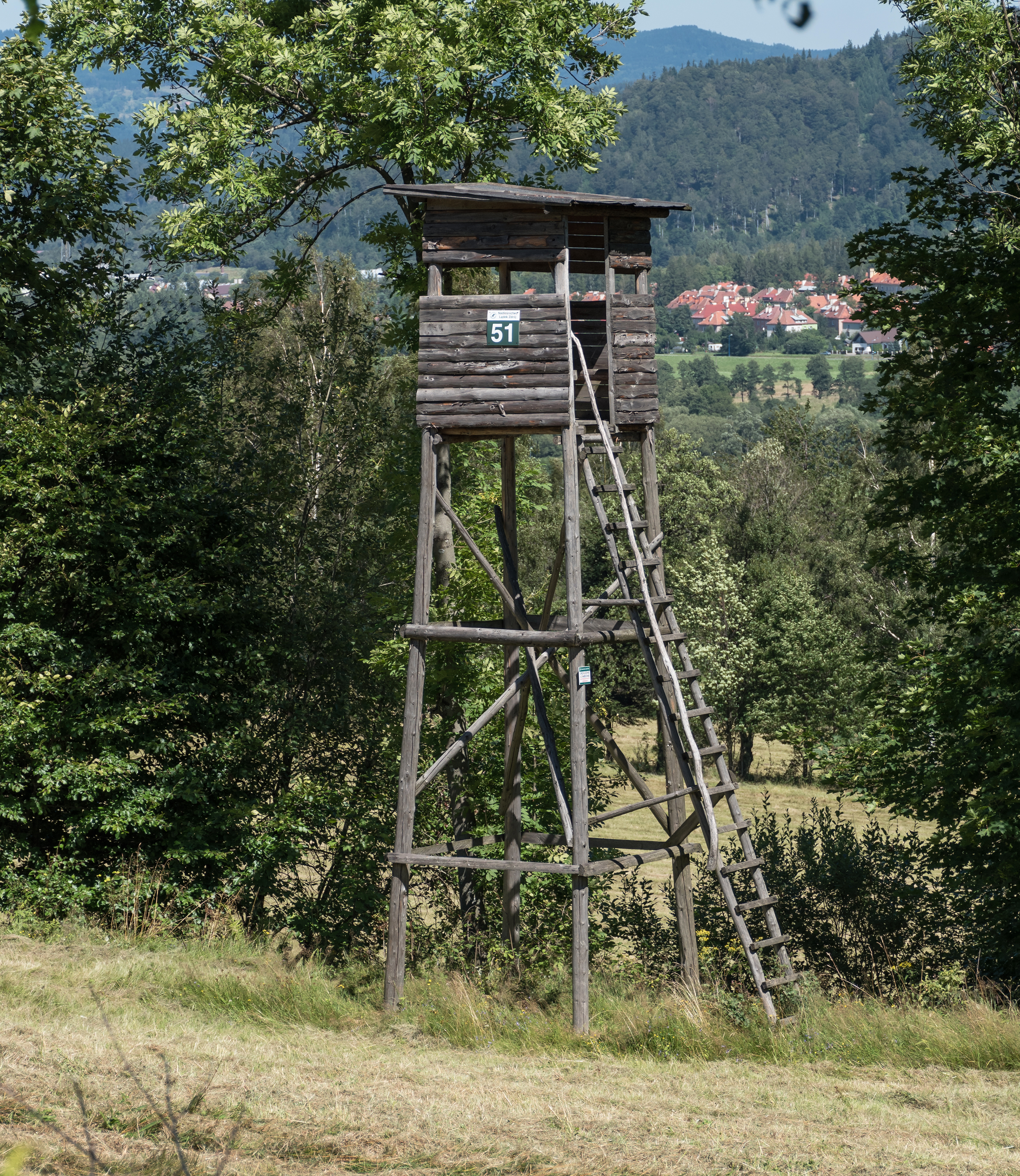
Ambona w Górach Bialskich

Ambona – obiekt w kształcie wieżyczki, służący do polowań na czatach na zwierzynę wychodzącą z lasu na pola, łąki lub śródleśne polany. Chroni myśliwych przed złą pogodą oraz daje dogodny (gdyż podwyższony) punkt do obserwacji i oddania strzału.
Najczęściej jest to prosta, zbita z pali konstrukcja z przybitą do nich drabiną posiadającą w części szczytowej zadaszenie, a czasami także miejsce do siedzenia dla jednej lub dwóch osób. Zdarzają się także ambony lepiej zabezpieczone, ocieplone, z ogrzewaniem z przenośnej butli gazowej, zaopatrzone w otwierane i uszczelnione okienka z drewna lub pleksi. Często posiadają również drzwi i ze względów pragmatycznych stoją na konstrukcji palowej.
Ambony ustawiane są na granicy lasu lub w głębi lasu w miejscach, gdzie istnieje duże prawdopodobieństwo napotkania zwierzyny. Czasami na długości jednego kilometra ustawionych jest nawet kilka tego typu obiektów.
Istnieją różne ambony:
- czatownie ocieplane
- czatownie odkryte
- siadanki
- przystawiane